# Falisolle
Falisolle is een plaats in de Belgische provincie Namen en een deelgemeente van Sambreville. Tot 1 januari 1977 was het een zelfstandige gemeente. Falisolle telt ongeveer 3500 inwoners.

## Geschiedenis
Falisolle werd in 1977 een deelgemeente van de nieuwe gemeente Sambreville. Tussen 1794 en 1817 bewaarde de familie Moussiaux de kerkschat van Oignies, ingemetseld op een geheime locatie in een muur van hun boerderij. Na het overlijden van landbouwer Moussiaulx was het abt Lambotte, pastoor van Falisolle, die de kunstwerken verborgen hield.

## Demografische ontwikkeling
- Bronnen:NIS, Opm:1831 tot en met 1970=volkstellingen, 1976= inwoneraantal op 31 december

## Politiek
Falisolle had een eigen gemeentebestuur en burgemeester tot de fusie van 1977. Burgemeesters waren:
- 1802-1803 : Jean-François Defosse
- 1804-1812 : Léonard Heeu
- 1813-1818 : Désiré Jaumain
- 1819-1820 : Adrien Michaux
- 1820-1832 : François Bertinchamps
- 1833-1836 : Jean-Baptiste Wauthier
- 1837-1859 : Dominique Genin
- 1860-1877 : Dominique Wauthier
- 1878-1891 : Joseph Bodart
- 1891-1908 : Edmond Wauthier
- 1909-1914 : Ernest Evrard
- 1921-1922 : Léonard Hubert
- 1922-1927 : F. Cerfaux
- 1927-1933 : Jean Hubert Fournier
- 1933-1939 : Victor Chapeau
- 1939-1964 : Jules Mehagnoul
- 1965-1976 : Emile Lacroix

De laatste burgemeester, Emile Lacroix, werd de eerste burgemeester van de nieuwe gemeente Sambreville.

## Geboren in Falisolle
- Adrien Blomme 1878-1940), architect

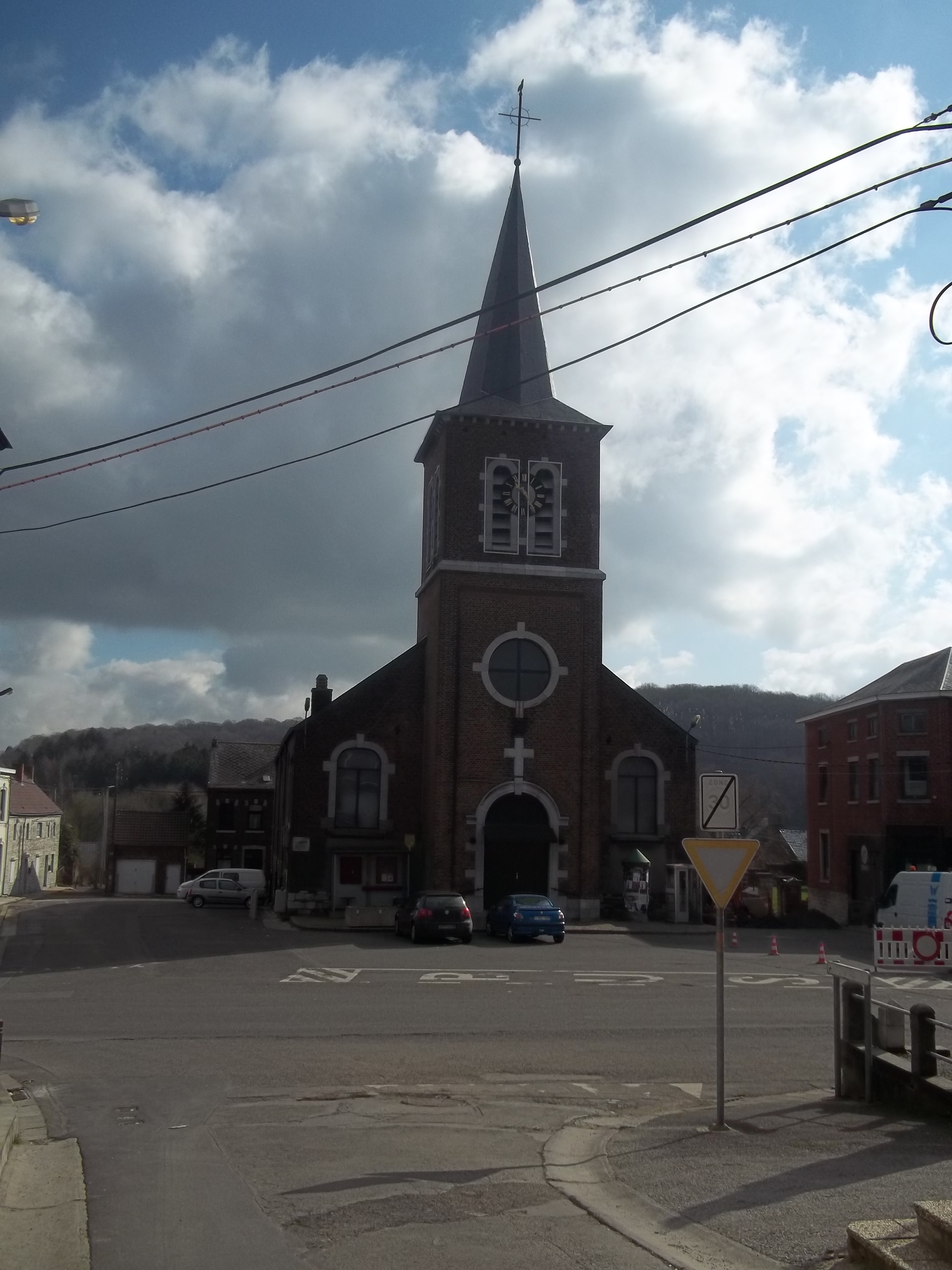
Kerk van St Rémy in Falisolle

Deelgemeenten: Arsimont · Auvelais · Falisolle · Keumiée · Moignelée · Tamines · Velaine

Belgische gemeenten · Arrondissement Namen · Namen · Wallonië